# Домново
До́мново (устар. нем. Domnau) — посёлок в Правдинском районе Калининградской области (с 1400 по 1945 годы имел статус города). Административный центр муниципального образования Домновского сельского поселения. Население — 820 чел. (2010).

## Этимология названия
При переименовании Домнау предлагались названия Черняховск и Красный Яр, но было выбрано Домново как созвучное оригинальному названию Домнау. «Домнау» означает «болотистая земля». Является одним из немногих населенных пунктов области который сохранил своё довоенное название.

## География
Расположен в 40 км на юго-восток от областного центра Калининграда и в 14 км от Правдинска. В нескольких километрах находится российско-польская граница.
Через посёлок протекает река Запрудная. С юга к посёлку примыкает хвойный лес. Расположен на двух холмах, на одном раньше располагалась крепость, а на другом — кирха.

## История
Во исполнение Христбургского договора, заключённого в 1249 году с прусскими вождями, в 1300 году был заложен замок Домнау. В 1321 году южнее построили кирху. В первой половине XIV века крепость служила центром каммерата. Под горой возле замка появилось поселение, которое в 1400 году получило статус города. На гербе Домнау был изображен щит красного цвета, на котором находился символ силы — когтистая орлиная лапа. В 1458 году во время войны прусских городов замок и город были разрушены. В 1747 году замок был отстроен заново. В 1815 году Домнау был включён в округ Фридланд. С Домнау не было прямого железнодорожного сообщения. Ближайший вокзал находился в 5 км от города в Пройсиш-Эйлау (ныне Багратионовск). 
Во время Первой мировой войны город сильно пострадал — было разрушено две трети зданий, а к 1916 году он был восстановлен. Перед войной в Домнау проживало около трёх тысяч человек. Имелись молокозавод, скотобойня, гидроэлектростанция, мельница, пивзавод, больница, ремесленное училище и стадион.
Во время Второй мировой войны 31 января 1945 года Домнау был взят войсками 5-й армии при взаимодействии с соединениями 28-й армии 3-го Белорусского фронта. Город пострадал незначительно — сохранилось три четверти зданий. В 1946 году в городе было 109 домов и 437 жителей.
По итогам Второй мировой войны вошёл в состав СССР. В 1945 году утратил статус города. Указом Президиума Верховного Совета РСФСР от 17 июня 1947 года переименован в Домново.
В 2006 году стал центром Домновского сельского поселения.

## Население
| 1947 | 2002 | 2010 |
| ---- | ---- | ---- |
| 571  | ↗801 | ↗820 |

После войны году немецкое население было вывезено в Германию, а в Домново прибыли поселенцы из СССР. Но численность населения так и не достигла довоенного уровня.

## Социальная сфера
В посёлке находится средняя школа, в которой создан музей «История района».

## Экономика
В 1946 году в Домнау были организованы два колхоза — имени Черняховского и «Победа», начал функционировать мельзавод.
- Развивается ООО «Конезавод „Фридланд-Тракенен“».
- Также успешно развивается ЗАО «Птичий двор», в котором выращиваются страусы и фазаны[7].

## Достопримечательности
- Городище XIII века на юго-восточной окраине посёлка[8]
- Кирха XIV века
- Замок был построен на месте разрушенного средневекового замка и принадлежал семье Калнейнов. Не сохранился.

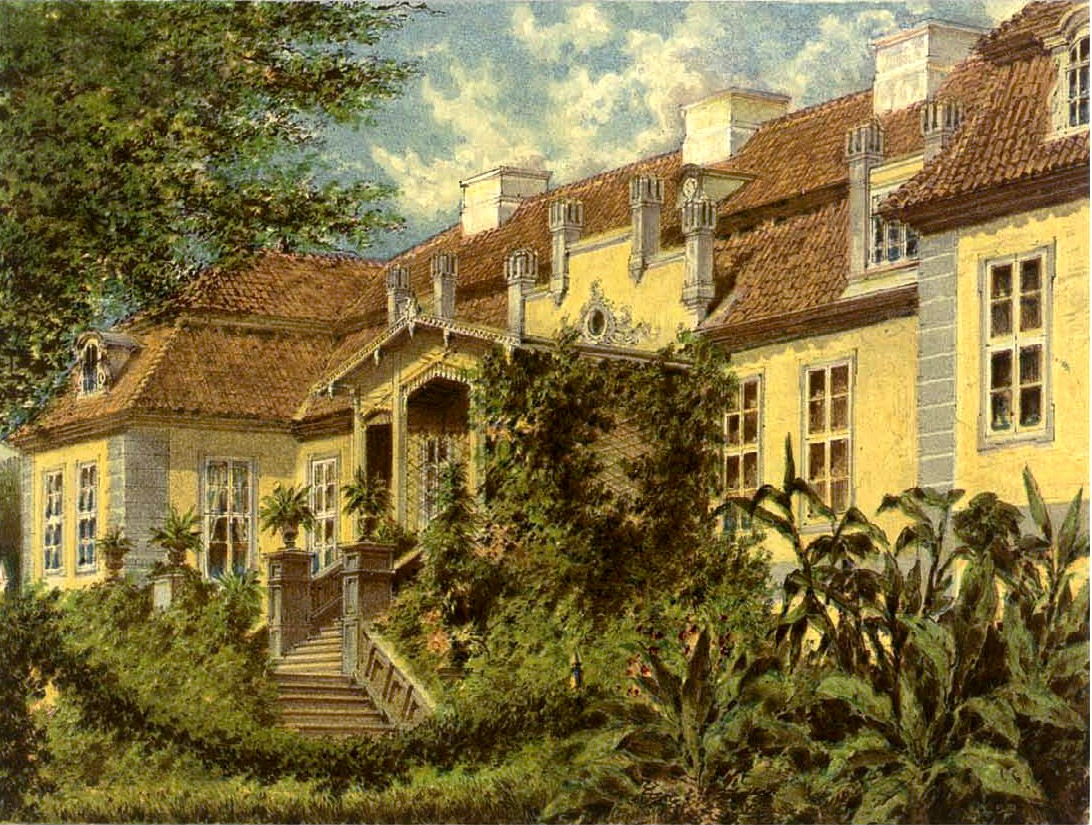
Schloss Domnau um 1860, Sammlung Alexander Duncker
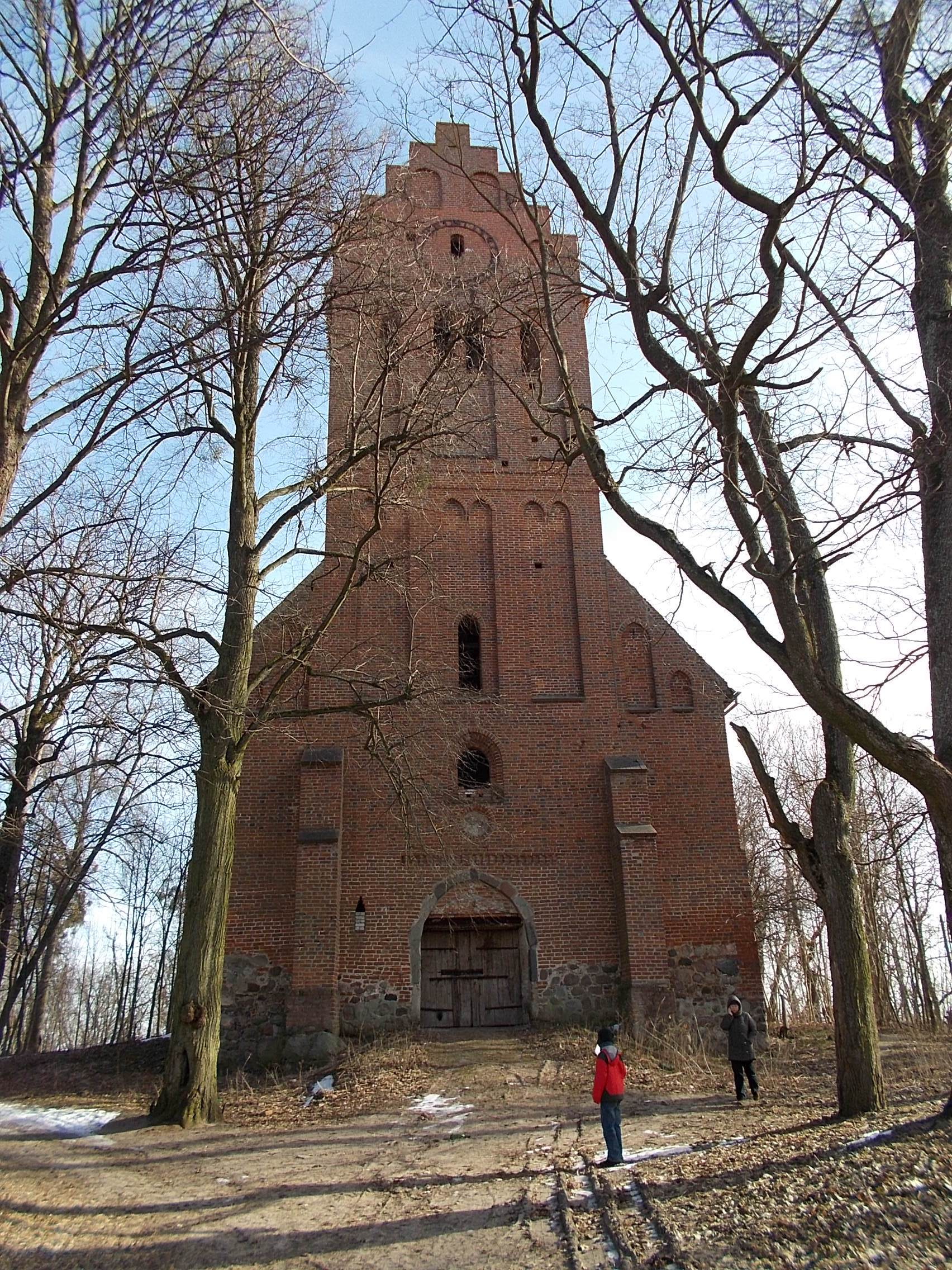
Кирха в Домново
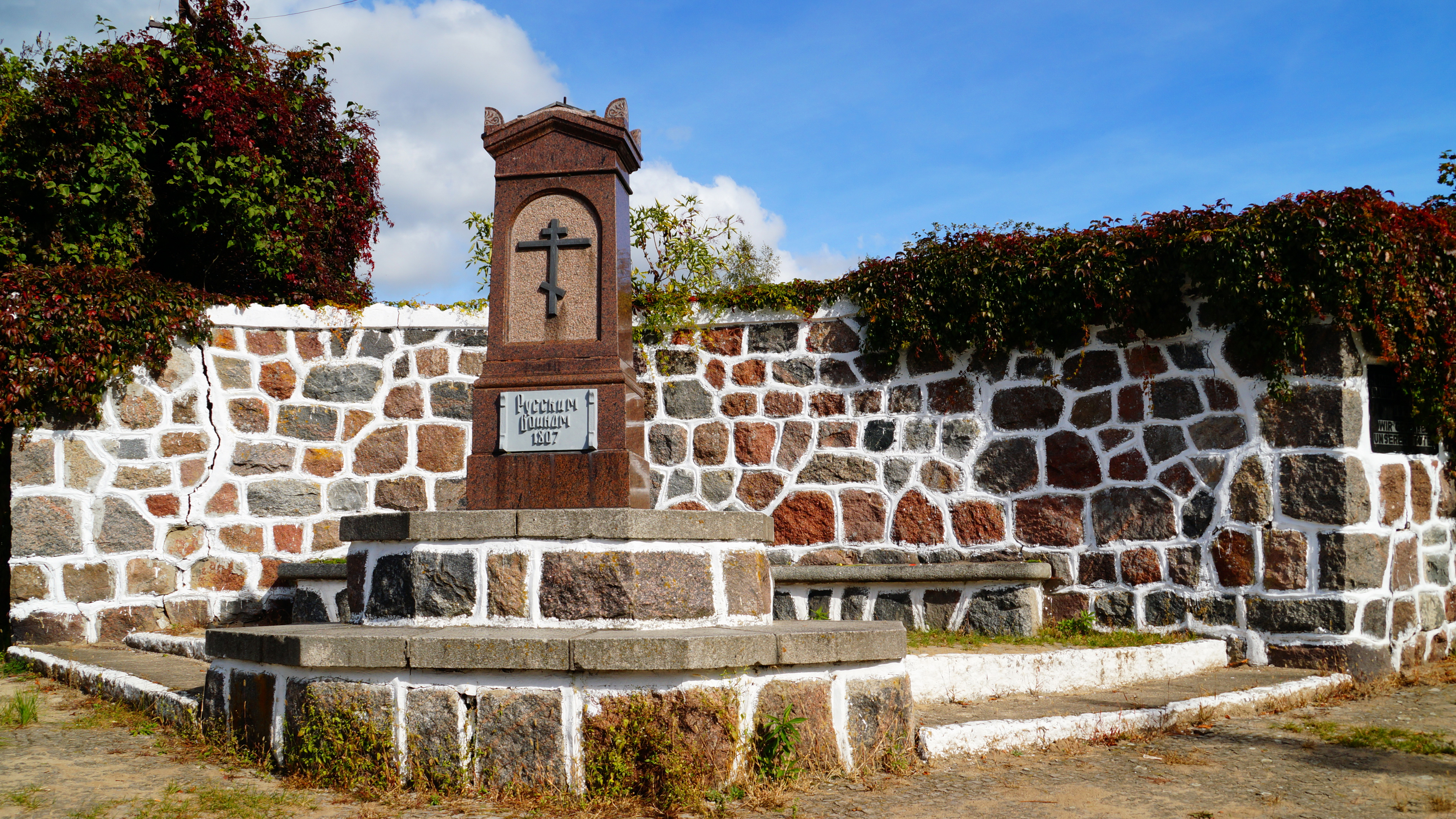
Братская могила русских солдат, погибших в битве под Фридландом (1807)

- Братская могила русских солдат, погибших в битве под Фридландом в 1807 году[8].
- Братская могила советских воинов, погибших в январе 1945 года. Мемориал открыт в 1957 году[8]

## Известные жители
- Арнольд Лёнгрюн (1871—1935)— немецкий художник